# Cyrano de Bergerac (író)
Cyrano de Bergerac (Hercule Savinien Cyrano de Bergerac, Párizs, 1619. március 6. – Sannois, 1655. július 28.) francia író, akinek nevét Edmond Rostand 1894-ben írt drámája tette világhírűvé. Verseket, szatirikus leveleket, színdarabokat és regényeket írt: a barokk próza mestere.

## Élete
1619. március 6-án született Párizsban, szárd származású, jómódú polgári családban. Szülei Abel Cyrano de Mauvières és Espérance Bellanger voltak. Iskolái elvégzése után a hadseregben szolgált, kalandvágyó, híres verekedő volt. Nagyszájú, kötekedő embernek tartották, több mint ezer párbaja volt. Többnyire hatalmas méretű orra miatt gúnyolták. Bátorságáról, vakmerőségéről, tetteiről legendák születtek. A gascogne-i testőrcsapatban szolgált, előbb a champagne-i határvidéken a németek, majd pedig Arras ostrománál a spanyolok ellen harcolt. Mindkétszer megsebesült, de Arrasnál szerezte a legsúlyosabb sérülést, így megvált a katonaságtól.

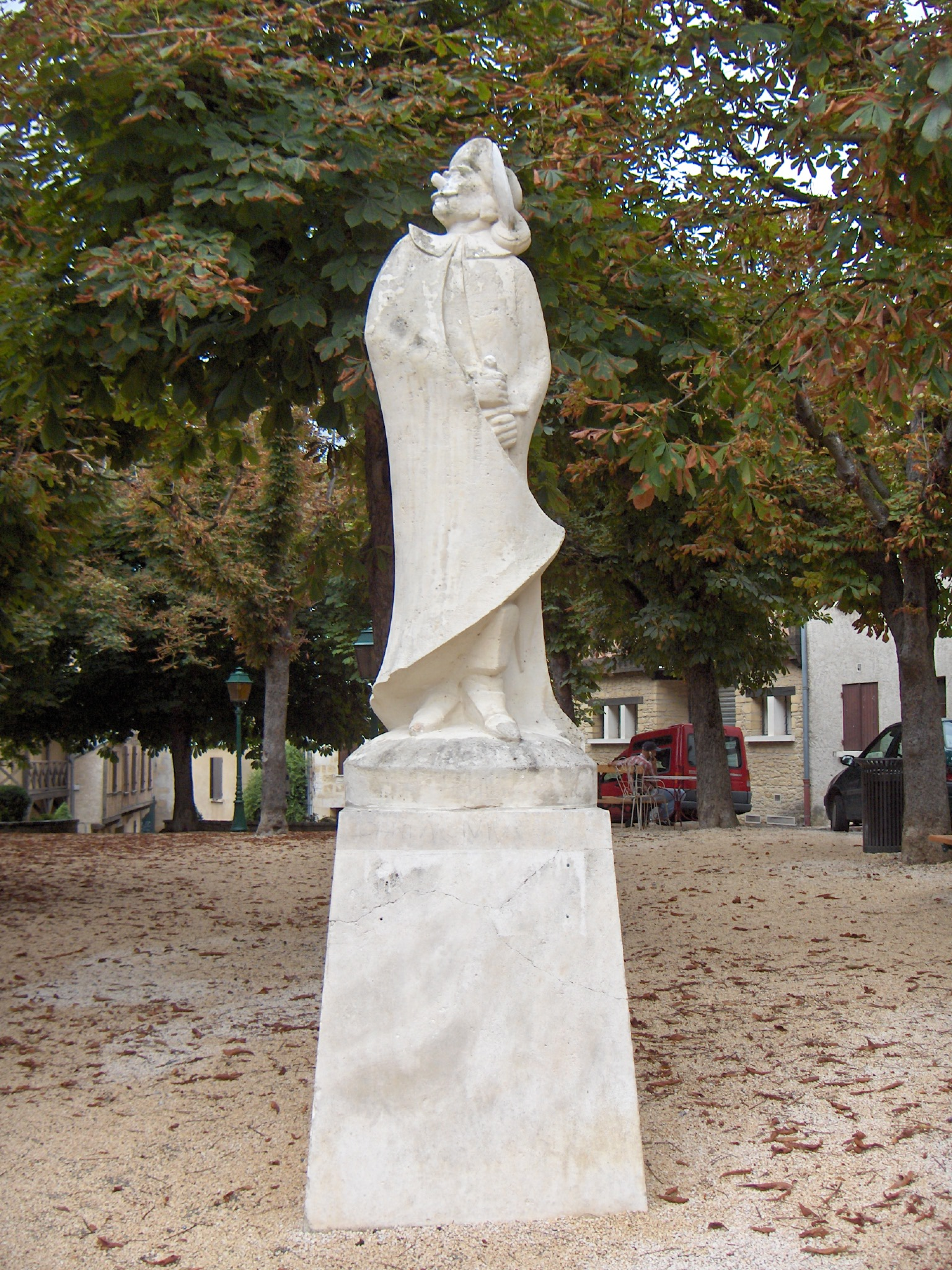
Szobra Bergeracban

Párizsban Pierre Gassendi materialista filozófus előadásait hallgatta.
Irodalmi tevékenységét versekkel kezdte. A költeményei nyíltak, őszinték, csattanókra, fordulatokra épülnek. További munkái is frissek, elevenek, vakmerők, fantasztikusak és szellemesek.
Leghíresebb művei: a Nap államai és birodalmai és a Holdbéli utazás. A két regény képzeletbeli utazás; a fennálló társadalom kíméletlen szatírája, de egy eszményi társadalom álomképe is egyben.
Színműveiben bőven előfordulnak a bolondos ötletek, vaskos tréfák és groteszk jelenetek, a levelei tele vannak merész és eredeti metaforákkal.
Politikai szerzőként is jelentős. Egyszer egy epés költeményében támadta Mazarin bíboros-miniszterelnököt. Máskor meg heves pamfletet írt a Fronde felkelés résztvevői ellen, Mazarin védelmében. Ebben a művében a politikai realizmust hirdette.
Számos íróval, köztük Molière-rel is barátkozott. Egyesek úgy értékelik, hogy Molière ellopott volna egy egész sort Cyranótól, benne a költő nagy szellemiségével, ám sokkal valószínűbb, hogy a kettejük közti baráti viszonyból adódó kölcsönzés volt, amit Cyrano nem nehezményezett. Könnyelmű életet élt, sokszor nyomorgott. 1654-ben titokzatos körülmények között egy gerenda zuhant a fejére. Egyházi személyek által feltüzelt fanatikusok merényletéről beszéltek. Maga Cyrano Egy gyilkos és rágalmazó jezsuitához írt levelet. Nem sokkal később, 1655. július 27-én Párizsban halt meg.
...a nagyorrú Cyrano, predestinált tragikus hős. Nemcsak azért, mert poéta s mert szertelen, de mert abban a korban, amelyben olyan gyalázatosan nagy becse volt a szép formáknak, pofában, termetben, írásban, orációban és szerelemben, – neki, aki érezte a maga kivételes értékét – az orra miatt kellett hitét veszteni a hiú sikerekben, amelyek Poe Edgaron kívül bizony legkívánatosabb sikerek voltak a poétáknak is.

## Művei
- Lettres (szatirikus levelek)
- L’Histoire comique des États et empires de la Lune - Holdbéli utazás (1657)
- L’Histoire comique des États et Empires du Soleil - Nap államai és birodalmai (1662)
- La Mort d'Agrippine - Agrippina halála (tragédia, 1654)[2]
- Le pédant joué - A pórul járt tudálékos (vígjáték, 1654)[3]
- Összes munkáit Oeuvres címmel többször kiadták, 3 kötetben 1858-ban és 1875-ben

## Magyarul
- Holdbéli utazás. Regény; ford., utószó, jegyz. Szávai Nándor, ill. Csernus Tibor; Magyar Helikon, Bp., 1962
- Holdbéli utazás; ford., tan., jegyz. Szávai Nándor; LAZI, Szeged, 2002